# Hygrostat

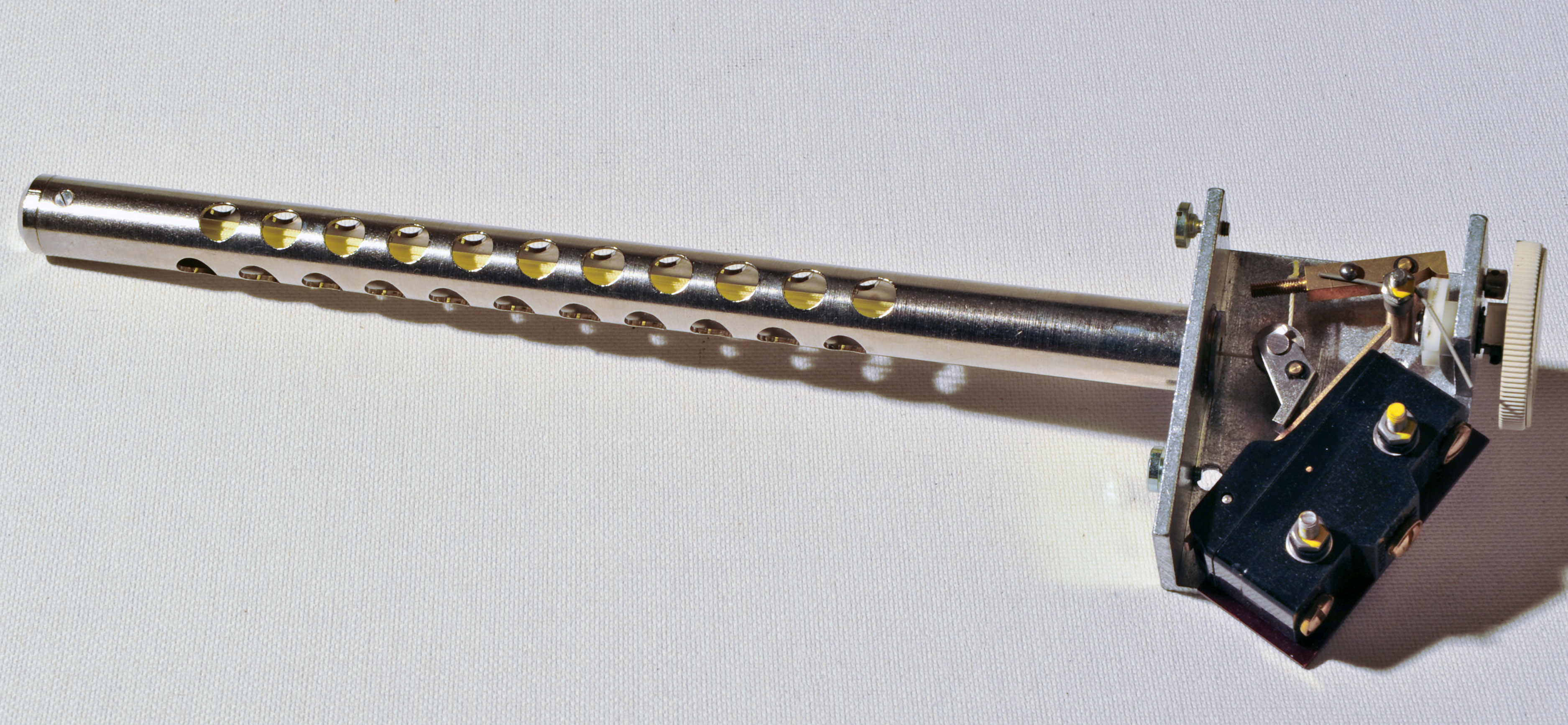
Hygrostat

Der Hygrostat (von altgriechisch ὑγρός hygros, deutsch ‚feucht‘ und στατός statos, deutsch ‚stehend‘) dient der Regelung der relativen Luftfeuchtigkeit in Räumen. Das Feuchtigkeitsmesselement des Sensors besteht aus Kunststoffgewebebändern mit hygroskopischen Eigenschaften. Durch die Aufnahme von Wasser ändert sich die Struktur der Fasern, was eine messbare Längenänderung zur Folge hat. Die Länge der Fasern ist somit ein Maß für die relative Luftfeuchtigkeit. Der vorwiegend in Längsrichtung wirkende Effekt wird über ein Gabelsystem einem Schalter mit sehr kleinem Umschaltweg zugeführt. Durch Einstellen des Sollwertknopfes wird so in das Gabelsystem eingegriffen, das bei Erreichen der eingestellten Luftfeuchtigkeit ein Schalter betätigt wird. Das perforierte Fühlerrohr dient dem Schutz der Fasern. Der Hygrostat dient der Regelung von Luftbefeuchtern und -entfeuchtern z. B. in Lebensmittelkühlräumen, Treibhäusern, Räumen der Textil- und Druckindustrie oder in Krankenhäusern.